# Arthur E. Imhof
Arthur Erwin Imhof (Naters, Wallis kanton, 1939. április 20. –) svájci történész és demográfus.

## Életpályája
Egyetemi évei alatt történelmet tanult Zürichben, Brüsszelben, Párizsban és Rómában. Az 1965-ös zürichi doktorrá avatása után átment a Justus-Liebig egyetemre, ahol 1973-ban docensi állást kapott. 1980 és 1995 között brazil egyetemeket látogatott, ahol oktatott is. 2004-es nyugdíjazásáig ő volt az újkor történelmének professzora. Tagja a Norvég Királyi Tudományos Akadémiának.

## Kutatásai
Az 1980-as évek elején érdekes kutatásba fogott és négy évszázadot átölelően vizsgálta az egyszerű, átlag emberek, parasztcsaládok történetét.
Szokásaik, kultúrájuk, gazdasági életük elemzésén túl az igazi értelmet jelentő, legszemélyesebb kérdésekre kereste a választ eleink életében. Kétkedéssel közelített a modern, számítógépes statisztikával segített történelem elemzés adataihoz: „Ellenérzésem abból a körülményből fakad, hogy mindaz, amit a történelemkutatásban manapság művelünk, nem ér semmit, ha őseink szemével akarjuk látni a múltat. Az ő érdeklődésük ugyanis sokszor a legnagyobb mértékben különbözött a miénktől, és egyre gyakrabban vesszük észre, mennyire nem helyénvaló módon közelítünk életünk egyik vagy másik problémájához. Sőt, az sem ritka, hogy „hamis” a kérdés, melyet felteszünk.”

## Elveszített világok
Az előző bekezdésben említett gondolatok alapján jutott el Imhof arra, hogy e könyvében őseink szemével próbálja vizsgálni a világot: melyek volt az ő gondjaik, hogyan vetődtek fel, és mire jutottak velük.
Művében Johannes Hoos portagazda fontos szerepet kap, aki 1670 és 1755 között élt az észak-hesseni Leimbachban, a Valte-portán. De a könyvben nem magát a személyt tartotta reprezentatívnak, hanem az akkor élt ősöket körülvevő kicsiny világot. Johannes alakja egyedül arra szolgál Imhof számára, hogy kézzelfoghatóan felmutasson a számtalan lehetőség közül egyet. 

## Művei
- Das prekäre Leben. Leben, Not und Sterben auf Votivtafeln. S. Hirzel, Stuttgart 1998, ISBN 377760688X
- Die Kunst des Sterbens. Wie unsere Vorfahren sterben lernten. S. Hirzel, Stuttgart 1998, ISBN 3777606871
- Das unfertige Individuum. Böhlau, Köln 1992, ISBN 3412020923
- Die Lebenszeit. Vom aufgeschobenen Tod und von der Kunst des Lebens. C. H. Beck, München 1988, ISBN 3406332110
- Einführung in die historische Demographie. C. H. Beck, München 1977, ISBN 3406069908
- Bernadotte. Französischer Revolutionsgeneral und schwedisch-norwegischer König. Musterschmidt, Göttingen 1970, ISBN 3788100559
- Grundzüge der nordischen Geschichte. Wissenschaftliche Buchgesellschaft, Darmstadt 1970, ISBN 3534053478
- Der Friede von Vervins 1598. Keller, Aarau 1966 (Dissertation)

### Magyarul
- Elveszített világok. Hogyan gyűrték le eleink a mindennapokat – és miért boldogulunk mi ezzel oly nehezen...; ford. Gellériné Lázár Márta; Akadémiai, Bp., 1992 (Hermész könyvek) ISBN 340630270X